# حبيل السقاية (يافع)

تعديل مصدري - تعديل

حبيل السقاية هي إحدى قرى عزلة لبعوس بمديرية يافع التابعة لمحافظة لحج، بلغ تعداد سكانها 218 نسمة حسب تعداد اليمن لعام 2004.